# Gmina Abramów
Die Gmina Abramów ist eine Landgemeinde im Powiat Lubartowski der Woiwodschaft Lublin in Polen. Ihr Sitz ist das gleichnamige Dorf mit 603 Einwohnern (2023).

## Geographie
Das namensgebende Dorf liegt ca. 30 km nordwestlich von Lublin und 21 km westlich von Lubartów zentral in der Lubartowska Hochebene. Die Gemeinde hat eine Flächenausdehnung von 84 km². 

## Geschichte
Nachdem ein Feuer das Gemeindehaus in Wielkie zerstört hatte, wurde die Verwaltung 1948 nach Abramów verlegt. Zwischen 1954 und 1972 gehörte das Dorf zur Gromada Abramów und war dessen Sitz. Von 1975 bis 1998 gehörte das Dorf zur Woiwodschaft Lublin.

## Gliederung
Zur Landgemeinde (gmina wiejska) Abramów gehören folgende elf Ortschaften mit einem Sołectwo (Schulzenamt):
Abramów
Ciotcza
Dębiny
Glinnik
Izabelmont
Marcinów
Michałówka
Sosnówka
Wielkie
Wielkolas
Wolica